# موندرا
موندرا (به انگلیسی: Mundra) یک منطقهٔ مسکونی در هند است که در Mundra Taluka واقع شده‌است. موندرا ۲۰٬۳۳۸ نفر جمعیت دارد و ۱۴ متر بالاتر از سطح دریا واقع شده‌است.

## نگارخانه

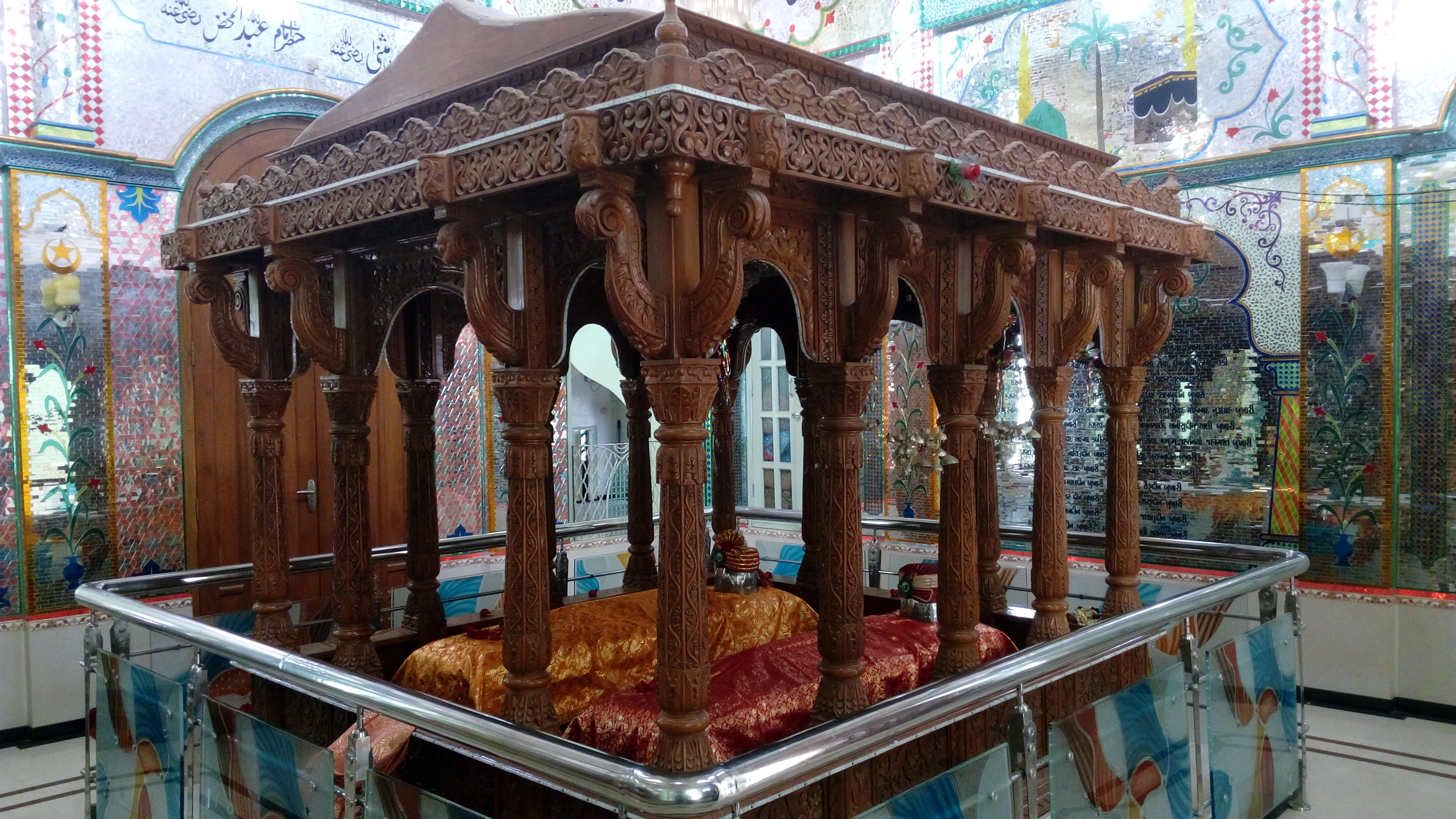
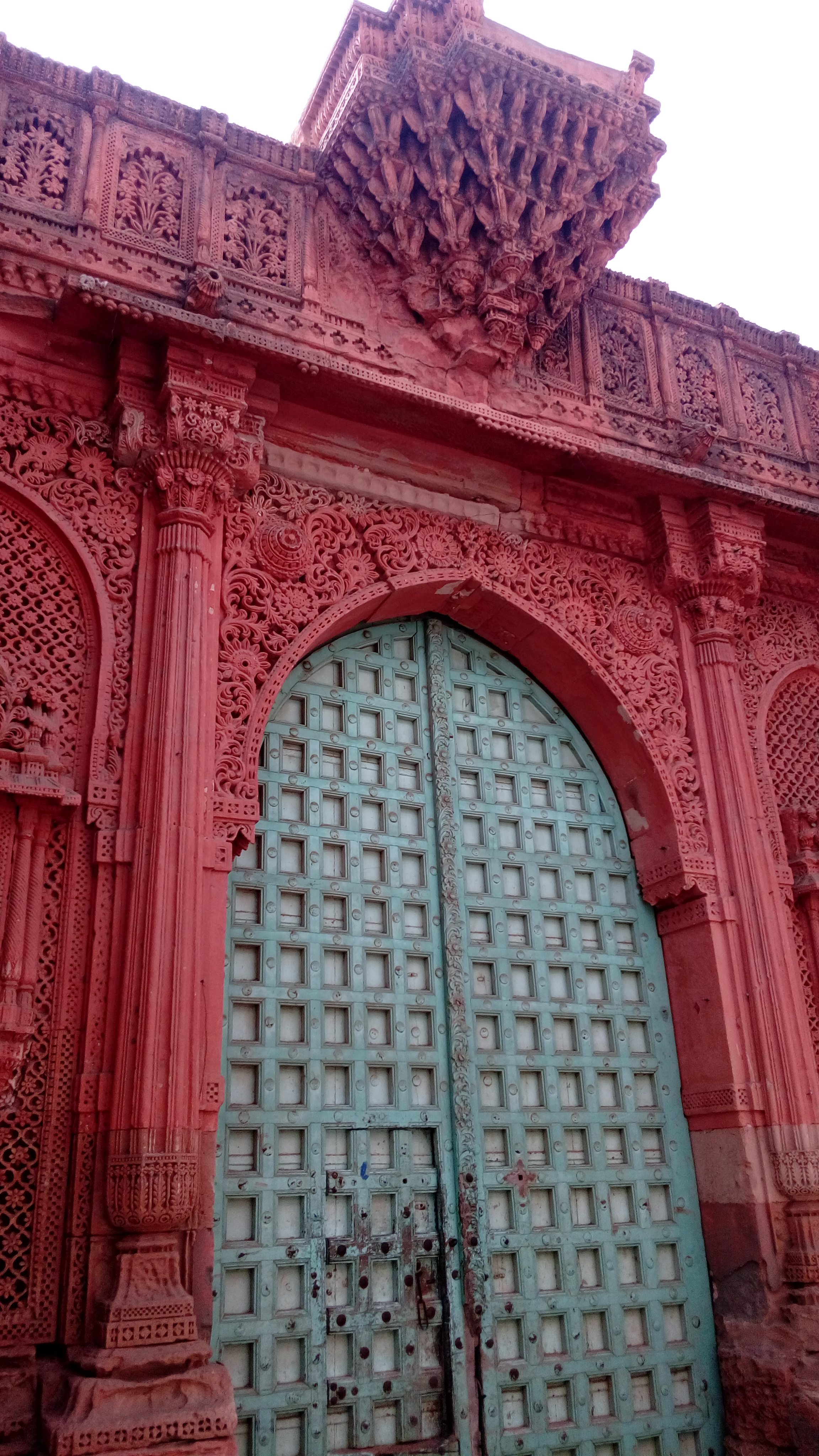
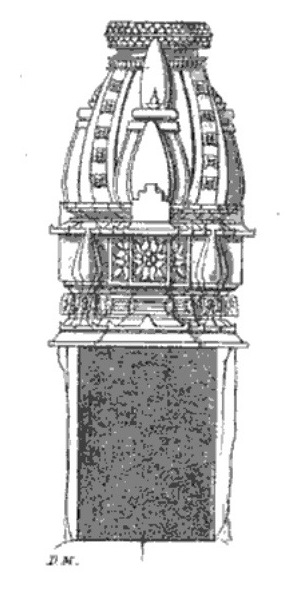
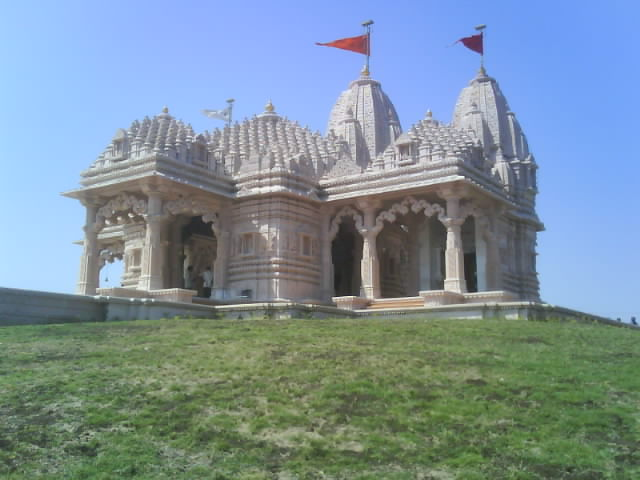